# Darius Lukminas
Darius Lukminas (ur. 9 lutego 1968 w Kownie) – litewski były koszykarz, występował na pozycji rzucającego. 
Występował w reprezentacji Litwy, przez prawie całą karierę związany był z zespołem Žalgiris Kowno, występował także w rosyjskim zespole Awtodor Saratów i łotewskim zespole ASK Ryga, węgierskim BC Budapeszt i azerskim Gala Baku. W czasach, kiedy grał w koszykówkę, atrybuty fizyczne zawodnika wynosiły 194 cm i 93 kg. 
Lukminas zdobył brązowy medal Igrzysk Olimpijskich 1996 w Atlancie wraz z reprezentacją Litwy. Notował tam średnio 7,3 punktu na mecz. Wcześniej, w roku 1995 wraz z zespołem zdobył srebrny medal Mistrzostw Europy rozgrywanych w Grecji. Lukminas zanotował tam średnią 1,9 punktu na mecz.

## Odznaczenia
- Krzyż Komandorski Orderu Wielkiego Księcia Giedymina – 1996[1]
- Medal Orderu Wielkiego Księcia Giedymina – 1995[1]